# Zuwara
L'amazic zuwara (Zuara, Zwara) (Tifinagh: Twillult ⵜⵡⵉⵍⵍⵓⵍⵜ) és un dialecte amazic, una de les llengües zenetes. És parlada a Zuwarah, situada a la costa occidental de Tripolitània al nord-oest de Líbia.
Nombrosos treballs de Terence Mitchell, principalment Zuaran Berber (Libya): Grammar and texts, proporcionen una visió general de la seva gramàtica juntament amb un conjunt de texts, basats principalment en la parla del seu informant Ramadan Azzabi. Alguns articles d'ell foren publicats per Luigi Serra.
Els parlants de zuwara anomenen la seva llengua mázigh. El terme també les usat pels parlants de la varietat amaziga nafusi. Inusualment en una llengua amaziga, la forma masculina és usada per referir-se a la llengua.
Ethnologue el tracta com un dialecte del nafusi parlat al nord-oest de Líbia, tot i que els dos pertanyen a diferents subgrups de l'amazic segons Kossmann (1999).